# 夏尔·弗里德尔
夏尔·弗里德尔（法語：Charles Friedel，發音：[ʃaʁl fʁidɛl]；1832年3月12日—1899年4月20日），法国化学家、矿物学家。斯特拉斯堡人，曾任巴黎大学化学教授。

## 生平
弗里德尔曾是路易·巴斯德的学生。他於1877年与詹姆斯·克拉夫茨共同发现芳烃化学中重要的傅-克反应（包括烷基化和酰基化反应）。
弗里德尔也曾从事合成钻石的研究。
弗里德尔之子乔治·弗里德尔（Georges Friedel，1865－1933）是著名的矿物学家。

## 延伸阅读
- Bataille, Xavier; Braum, Georges. . Comptes Rendus de l'Académie des Sciences - Series IIC - Chemistry. 1998, 1 (4): 293–296. doi:10.1016/S1387-1609(98)80048-0.
- Crafts, J. M. . Journal of the Chemical Society. 1900, 77: 993 – 1019.
- Willemart, Antoine. . Journal of Chemical Education. 1949, 26: 3 – 9. doi:10.1021/ed026p3.